# Île d'Er
Pour l'île d'Er Lannic dans le golfe du Morbihan, voir Er Lannic.
L'île d'Er est une île trégorroise située dans le département des Côtes-d'Armor, en France, au large de la commune de Plougrescant et accessible à marée basse.
L'intérieur de l'île est une propriété privée.

## Histoire
L'île d'Er a connu une implantation gallo-romaine, motivée par la présence de plomb argentifère.
D'abord partagée par la famille des vicomtes de Donges, elle est ensuite rétrocédée, petit à petit, aux abbayes de Marmoutier de Tours et Saint-Sauveur de Redon.
En 1058 est fondé le prieuré Saint-Symphorien qui dépendait de l'abbaye de Marmoutier de Tours, fondé au IVe siècle par saint Martin.
Dans les années 1054-1062, Rouaud du Pellerin lègue 1/6e de l'île à l'abbaye Saint-Sauveur de Redon (religieux bénédictins).
En 1060, ce même Rouaud du Pellerin donne 1/4 de l'île à cette même abbaye. En compensation il recevra 60 sols.
En 1107, l'abbaye Saint-Martin de Marmoutier concède à Redon, en dédommagement de l'abandon de ses prétentions sur l'église de Béré, cette île qui dépendait de son prieuré de Donges ainsi qu'une chapelle.
Le prieuré fut sécularisé en 1630.
L'intérieur de l'île est mis en vente à l'automne 2013 pour 2,28 M€. Le prix était descendu à 1,7 M€ en 2016.

### Stockage de déchets pétroliers
En 1967, lors du naufrage du Torrey Canyon, des fosses ont été créées sur l'île pour stocker les déchets mazoutés issus de la marée noire. D'autres fosses ont été ajoutées après le naufrage de l’Amoco Cadiz en 1978 ainsi que celui du Tanio en 1980. Dans l'urgence, et sur réquisition de l'État, les fosses ont été creusées pour recevoir le pétrole qui s'est solidifié depuis 42 ans. Ces déchets ont été "oubliés" jusqu'en août 2008.

### Les controverses face aux mesures de protection
Dans le cadre du site pilote Natura 2000 du Trégor Goelo, les experts du programme LIFE Archipels et Ilots Marins bretons ont effectué un bilan environnemental de l'île et conclu au maintien du statu quo, en raison de son équilibre environnemental. L'île d'Er est en outre protégée par son statut de propriété privée, seuls sont autorisés à y débarquer les agents de l'État titulaires des pouvoirs de police judiciaire et de l'environnement, et l'accès par bateau est difficile.
En 2008, l'association écologiste Robin des Bois a déposé une plainte visant à vidanger les fosses, demande relayée par la presse écrite et l'émission Thalassa, et les pouvoirs publics ont alors diligenté une nouvelle étude pour en examiner le bien-fondé.
En 2011, une opération de vidange de ces déchets est organisée par l'État pour les évacuer à l'aide d'hélicoptères.
Le tribunal administratif de Rennes a annulé en décembre 2020 la préemption de certaines parcelles de l'île d'Er par le Conservatoire du littoral à la suite de la mise en vente de l'île en 2018.